# Reprezentacja Norwegii w skokach narciarskich
Reprezentacja Norwegii w skokach narciarskich – grupa skoczków narciarskich wybrana do reprezentowania Norwegii w międzynarodowych zawodach przez Norweski Związek Narciarski (Norges Skiforbund).

## Kadra na sezon 2025/2026
Nowym trenerem męskiej reprezentacji został Rune Velta. Utworzono dwie kadry męskie, w których znalazło się 10 zawodników, a także jedną kadrę kobiecą z 6 skoczkiniami.

### Mężczyźni

#### Kadra A
- Johann André Forfang
- Halvor Egner Granerud
- Marius Lindvik
- Benjamin Østvold
- Kristoffer Eriksen Sundal

#### Kadra B
- Adrian Thon Gundersrud
- Sindre Ulven Jørgensen
- Robin Pedersen
- Sølve Jokerud Strand
- Fredrik Villumstad

### Kobiety
- Thea Minyan Bjørseth
- Eirin Maria Kvandal
- Ingvild Synnøve Midtskogen
- Silje Opseth
- Anna Odine Strøm
- Heidi Dyhre Traaserud

## Kadra na sezon 2024/2025
Nowym trenerem męskiej reprezentacji został Magnus Brevig, a szkoleniowcem kobiet pozostał Christian Meyer. Utworzono po 2 kadry męskie i kobiece, w których znalazło się łącznie 13 zawodników i 9 zawodniczek.

### Mężczyźni

#### Kadra A
- Johann André Forfang
- Halvor Egner Granerud
- Robert Johansson
- Marius Lindvik
- Kristoffer Eriksen Sundal

#### Kadra B
- Pål-Håkon Bjørtomt
- Anders Håre
- Bendik Jakobsen Heggli
- Sindre Ulven Jørgensen
- Benjamin Østvold
- Robin Pedersen
- Daniel-André Tande1
- Fredrik Villumstad

1Zakończył karierę w trakcie sezonu letniego 2024.

### Kobiety

#### Kadra A
- Thea Minyan Bjørseth
- Eirin Maria Kvandal
- Silje Opseth
- Anna Odine Strøm

#### Kadra B
- Ingrid Græsli
- Kjersti Græsli
- Ingvild Synnøve Midtskogen
- Nora Midtsundstad
- Heidi Dyhre Traaserud

## Kadra na sezon 2023/2024
Do kadr narodowych na kolejny sezon zostało powołanych 6 mężczyzn i 7 kobiet. Trenerem męskiej reprezentacji pozostał Alexander Stöckl, a kobiecej – Christian Meyer.

### Mężczyźni
- Johann André Forfang
- Halvor Egner Granerud
- Bendik Jakobsen Heggli
- Marius Lindvik
- Kristoffer Eriksen Sundal
- Daniel-André Tande

### Kobiety
- Thea Minyan Bjørseth
- Kjersti Græsli
- Eirin Maria Kvandal
- Maren Lundby
- Ingvild Synnøve Midtskogen
- Silje Opseth
- Anna Odine Strøm

## Kadra na sezon 2022/2023
Do kadr narodowych na kolejny sezon zostało powołanych 8 mężczyzn i 5 kobiet. Trenerem męskiej reprezentacji pozostał Alexander Stöckl, a kobiecej – Christian Meyer.

### Mężczyźni
- Johann André Forfang
- Halvor Egner Granerud
- Bendik Jakobsen Heggli
- Robert Johansson
- Marius Lindvik
- Thomas Aasen Markeng
- Daniel-André Tande
- Fredrik Villumstad

### Kobiety
- Thea Minyan Bjørseth
- Eirin Maria Kvandal
- Maren Lundby
- Silje Opseth
- Anna Odine Strøm

## Kadra na sezon 2021/2022
Do kadr narodowych powołanych zostano 7 mężczyzn i 5 kobiet. Trenerem kadry mężczyzn pozostał Alexander Stöckl.

### Mężczyźni
- Anders Fannemel
- Johann André Forfang
- Halvor Egner Granerud
- Robert Johansson
- Marius Lindvik
- Thomas Aasen Markeng
- Daniel-André Tande

### Kobiety
- Thea Minyan Bjørseth
- Eirin Maria Kvandal
- Maren Lundby
- Silje Opseth
- Anna Odine Strøm

## Kadra na sezon 2020/2021
W czerwcu 2020 został ogłoszony skład kadry narodowej mężczyzn, do której Alexander Stöckl powołał dziewięciu zawodników, a także skład kadry kobiet, w której znalazło się sześć skoczkiń.

### Mężczyźni
- Anders Fannemel
- Johann André Forfang
- Halvor Egner Granerud
- Anders Håre
- Robert Johansson
- Marius Lindvik
- Thomas Aasen Markeng
- Robin Pedersen
- Daniel-André Tande

### Kobiety
- Thea Minyan Bjørseth
- Ingebjørg Saglien Bråten
- Eirin Maria Kvandal
- Maren Lundby
- Silje Opseth
- Anna Odine Strøm

## Kadra na sezon 2019/2020
W kadrach A znalazło się ośmiu mężczyzn i cztery kobiety. Trenerami pozostali odpowiednio Alexander Stöckl i Christian Meyer. Asystentem trenera kadry A został Thomas Lobben, którego jako trener kadry B zastąpił Andreas Vilberg.

### Kadra A

#### Mężczyźni
- Anders Fannemel
- Johann André Forfang
- Halvor Egner Granerud
- Robert Johansson
- Marius Lindvik
- Thomas Aasen Markeng
- Robin Pedersen
- Daniel-André Tande

#### Kobiety
- Ingebjørg Saglien Bråten
- Maren Lundby
- Silje Opseth
- Anna Odine Strøm

### Kadra B

#### Mężczyźni
- Joakim Aune
- Joacim Ødegård Bjøreng
- Andreas Varsi Breivik
- Andreas Granerud Buskum
- Sander Vossan Eriksen
- Eirik Leander Fystro
- Richard Haukedal
- Anders Håre
- Mats Bjerke Myhren
- Sondre Ringen
- Rishi Sæther
- Sigurd Nymoen Søberg
- Fredrik Villumstad
- Oscar P. Westerheim
- Jesper Ødegaard

## Kadra na sezon 2018/2019
W maju 2018 ogłoszono składy kadr na nowy sezon. Trenerami reprezentacji A mężczyzn i kobiet pozostali odpowiednio Alexander Stöckl i Christian Meyer. Trenerami kadry B mężczyzn pozostali Thomas Lobben i Henning Stensrud, do których dołączył Yngvel Ludviksen.

### Kadra A

#### Mężczyźni
- Anders Fannemel
- Johann André Forfang
- Kenneth Gangnes2
- Halvor Egner Granerud
- Robert Johansson
- Andreas Stjernen
- Daniel-André Tande

2Zakończył karierę w trakcie sezonu 2018/2019.

#### Kobiety
- Maren Lundby
- Silje Opseth
- Anna Odine Strøm

### Kadra B

#### Mężczyźni
- Joakim Aune[16]
- Joacim Ødegård Bjøreng
- Andreas Granerud Buskum
- Joachim Hauer3
- Richard Haukedal
- Marius Lindvik
- Mats Bjerke Myhren
- Robin Pedersen
- Sondre Ringen
- Jonas-Sloth Sandell
- Sigurd Nymoen Søberg
- Fredrik Villumstad
- Oscar P. Westerheim
- Jesper Ødegaard

3Zakończył karierę w trakcie sezonu 2018/2019.

## Kadra na sezon 2017/2018
W maju 2017 ogłoszono składy kadr na nowy sezon. Głównymi trenerami reprezentacji mężczyzn i kobiet pozostali odpowiednio Alexander Stöckl i Christian Meyer. Głównym trenerem męskiej kadry B pozostał Thomas Lobben.

### Kadra A

#### Mężczyźni
- Anders Fannemel
- Johann André Forfang
- Kenneth Gangnes
- Robert Johansson
- Andreas Stjernen
- Daniel-André Tande

#### Kobiety
- Maren Lundby

Pretendentkami do kadry A kobiet zostały Anniken Mork i Silje Opseth.

### Kadra B
- Joakim Aune
- Fredrik Bjerkeengen
- Joacim Ødegård Bjøreng
- Andreas Granerud Buskum
- Halvor Egner Granerud
- Joachim Hauer
- Richard Haukedal
- Tom Hilde
- Marius Lindvik
- Robin Pedersen
- Jonas-Sloth Sandell
- Sigurd Nymoen Søberg

## Kadra na sezon 2016/2017
W kwietniu 2016 ogłoszono składy kadr na kolejny sezon. W sztabie szkoleniowym kadry A mężczyzn znaleźli się: Alexander Stöckl (główny trener), Magnus Brevig (trener krajowy), Andreas Vilberg (asystent trenera), Thomas Hörl (serwismen) oraz Lars Haugvad (fizjoterapeuta i koordynator medyczny). Sztab szkoleniowy kadry B utworzyli trenerzy: Thomas Lobben, Roy Erland Myrdal, Henning Stensrud i Jermund Lunder. Sztab szkoleniowy kadry kobiet tworzyli trenerzy Christian Meyer i Jermund Lunder.

### Kadra A

#### Mężczyźni
- Anders Fannemel
- Johann André Forfang
- Kenneth Gangnes
- Joachim Hauer
- Andreas Stjernen
- Daniel-André Tande

#### Kobiety
- Maren Lundby

### Kadra B

#### Mężczyźni
- Joakim Aune
- Fredrik Bjerkeengen
- Joacim Ødegård Bjøreng
- Matias Braathen
- Lars Brodshaug
- Halvor Egner Granerud
- Richard Haukedal
- Tom Hilde
- Christian Ingebrigtsen
- Robert Johansson
- Marius Lindvik
- Robin Pedersen
- Espen Røe
- Jonas-Sloth Sandell
- Phillip Sjøen
- Are Sumstad
- Sigurd Nymoen Søberg
- Rune Velta4

4Zakończył karierę w trakcie sezonu letniego 2016.

#### Kobiety
- Anniken Mork

## Kadra na sezon 2015/2016
Na początku maju 2015 został ogłoszony skład kadry A kobiet i mężczyzn, do której Alexander Stöckl i Christian Meyer powołali łącznie siedmiu zawodników. Natomiast pod koniec maja Norwegowie ogłosili składy kadry B. Ich trenerami zostali: Thomas Lobben, Roy Erland Myrdal i Henning Stensrud.

### Kadra A

#### Mężczyźni
- Anders Fannemel
- Johann André Forfang
- Kenneth Gangnes
- Phillip Sjøen
- Rune Velta

#### Kobiety
- Line Jahr
- Maren Lundby

### Kadra B

#### Mężczyźni
- Fredrik Bjerkeengen
- Joacim Ødegård Bjøreng
- Halvor Egner Granerud
- Joachim Hauer
- Tom Hilde
- Robert Johansson
- Andreas Stjernen
- Are Sumstad
- Vegard Swensen
- Daniel-André Tande

#### Kobiety
- Anniken Mork

## Kadra na sezon 2014/2015
W maju 2014 został ogłoszony skład kadry narodowej mężczyzn, do której Alexander Stöckl powołał sześciu zawodników. Tydzień później została nominowana kadra kobieca, której trenerem pozostał Christian Meyer.

### Mężczyźni
- Anders Bardal
- Anders Fannemel
- Tom Hilde
- Anders Jacobsen
- Andreas Stjernen
- Rune Velta

### Kobiety
- Gyda Enger
- Line Jahr
- Maren Lundby
- Anette Sagen
- Helena Olsson Smeby
- Anna Odine Strøm

## Kadra na sezon 2013/2014
W kwietniu 2013 trener Alexander Stöckl ogłosił skład kadry narodowej. Znaleźli się w niej:
- Anders Bardal
- Kim René Elverum Sorsell
- Anders Fannemel
- Tom Hilde
- Anders Jacobsen
- Andreas Stjernen
- Rune Velta

## Kadra na sezon 2012/2013
Trenerem norweskich skoczków pozostał Alexander Stöckl, a jego asystentem został Magnus Brevig. W kwietniu ogłoszony został skład męskiej kadry A, zaś w maju podano skład pozostałych kadr.

### Kadra A
- Anders Bardal
- Anders Fannemel
- Tom Hilde
- Bjørn Einar Romøren
- Vegard Haukø Sklett
- Andreas Stjernen
- Rune Velta

### Kadra B
- Johan Martin Brandt
- Kenneth Gangnes
- Ole Marius Ingvaldsen
- Anders Jacobsen
- Robert Johansson
- Atle Pedersen Rønsen
- Vegard Swensen

### Kadra kobieca
- Gyda Enger
- Jenny Synnøve Hagemoen
- Synne Steen Hansen
- Line Jahr
- Maren Lundby
- Anette Sagen

## Kadra na sezon 2011/2012
Po rezygnacji Miki Kojonkoskiego z funkcji trenera kadry zastąpił go Austriak Alexander Stöckl. W powołanej przez niego kadrze znalazło się ogółem 14 zawodników.

### Kadra A
- Anders Bardal
- Johan Remen Evensen4
- Tom Hilde
- Ole Marius Ingvaldsen
- Bjørn Einar Romøren
- Rune Velta
- Andreas Stjernen

4 Zakończył karierę w trakcie sezonu 2011/2012.

### Kadra B
- Johan Martin Brandt
- Anders Fannemel
- Kenneth Gangnes
- Robert Johansson
- Atle Pedersen Rønsen
- Vegard Haukø Sklett
- Kim René Elverum Sorsell

## Kadra na sezon 2010/2011
Trenerem kadry A był Mika Kojonkoski, a jego asystentem Geir Ole Berdahl.

### Kadra A
- Anders Bardal
- Johan Remen Evensen
- Kenneth Gangnes
- Tom Hilde
- Anders Jacobsen
- Bjørn Einar Romøren

## Kadra na sezon 2009/2010

### Kadra A
Trenerem kadry A był Mika Kojonkoski, a jego asystentem Geir Ole Berdahl. W skład kadry A weszli:
- Anders Bardal
- Johan Remen Evensen
- Kenneth Gangnes
- Tom Hilde
- Anders Jacobsen
- Bjørn Einar Romøren
- Vegard Haukø Sklett

### Kadra B
W norweskiej kadrze B, której trenerem był Kjetil Strandbråten, znaleźli się: 
- Jon Aaraas
- Kim René Elverum Sorsell
- Ole Marius Ingvaldsen
- Robert Johansson
- Eirik Kjelstrup
- Andreas Vilberg

## Kadra na sezon 2008/2009

### Kadra A
Trenerem kadry A był Mika Kojonkoski, a jego asystentem Geir Ole Berdahl. W skład kadry A weszli:
- Anders Bardal
- Kim René Elverum Sorsell
- Johan Remen Evensen
- Kenneth Gangnes
- Tom Hilde
- Anders Jacobsen
- Roar Ljøkelsøy
- Sigurd Pettersen
- Bjørn Einar Romøren
- Vegard Haukø Sklett

### Kadra B
Trenerem norweskiej kadry B był Kjetil Strandbråten. W kadrze B znaleźli się: 
- Jon Aaraas
- Ole Marius Ingvaldsen
- Robert Johansson
- Eirik Kjelstrup
- Thomas Lobben
- Atle Pedersen Rønsen
- Andreas Vilberg

## Kadra na sezon 2007/2008

### Kadra A
Trenerem kadry A był Mika Kojonkoski, a jego asystentem Geir Ole Berdahl. W skład kadry A weszli:
- Anders Bardal
- Tom Hilde
- Anders Jacobsen
- Roar Ljøkelsøy
- Sigurd Pettersen
- Bjørn Einar Romøren

### Kadra B
Trenerem norweskiej kadry B był Kjetil Strandbråten. W kadrze B znaleźli się:
- Jon Aaraas
- Lars Bystøl
- Olav Magne Dønnem
- Morten Gjesvold
- Thomas Lobben
- Henning Stensrud

## Kadra na sezon 2006/2007

### Kadra A
Trenerem kadry A był Mika Kojonkoski, a jego asystentem Geir Ole Berdahl. W skład kadry A weszli:
- Anders Bardal
- Tom Hilde
- Anders Jacobsen (początkowo zamiast niego w kadrze znajdował się Tommy Ingebrigtsen)
- Roar Ljøkelsøy
- Sigurd Pettersen
- Bjørn Einar Romøren

### Kadra B
Trenerem norweskiej kadry B był Kjetil Strandbråten. W kadrze B znaleźli się:
- Jon Aaraas
- Lars Bystøl
- Olav Magne Dønnem
- Morten Gjesvold
- Thomas Lobben
- Morten Solem
- Henning Stensrud

## Kadra na sezon 2005/2006

### Kadra A
Trenerem kadry A był Mika Kojonkoski, a jego asystentem Geir Ole Berdahl. W skład kadry A weszli:
- Daniel Forfang
- Tommy Ingebrigtsen
- Roar Ljøkelsøy
- Sigurd Pettersen
- Bjørn Einar Romøren
- Henning Stensrud

### Kadra B
Trenerem norweskiej kadry B był Kjetil Strandbråten, a jego asystentem Bjørn Myrbakken. W kadrze B znaleźli się:
- Jon Aaraas
- Anders Bardal
- Lars Bystøl
- Olav Magne Dønnem
- Morten Gjesvold
- Thomas Lobben
- Morten Solem